# Salsacate
Salsacate est une ville de la province de Córdoba, en Argentine, et le chef-lieu du département de Pocho. Elle est située à 87 km l'ouest de Córdoba. Sa population s'élevait à 1 205 habitants en 2001.

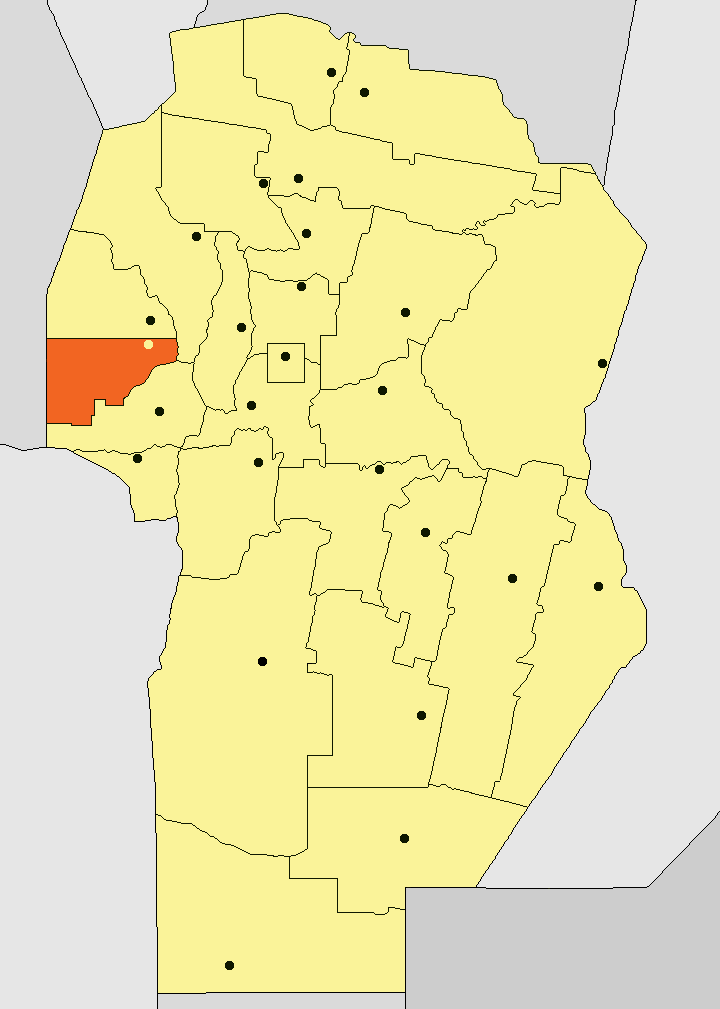
Localisation de la ville dans la province